# Jess Brown-Fuller
Jess Brown-Fuller est une personnalité politique britannique.

## Biographie
En 2024, elle est élue députée.